# Souleymane Faye (football)
Pour les articles homonymes, voir Souleymane Faye et Faye.
Souleymane Faye, né le 8 février 2003 à Dakar, est un footballeur international sénégalais qui joue au poste d'ailier au Granada CF.

## Biographie

### En club
Formé au Sport Galaxy Dakar en 2022, il est prêté au Grenade CF avec option d'achat.
Il revient au Sport Galaxy Dakar en fin de contrat. Il signe au CF Talavera de la Reina où il joue 29 matchs en Championnat d'Espagne de football de troisième division avant d’être prêté au Real Betis Balompié
En finissant 5e du Championnat d'Espagne de football de quatrième division 2023-2024 il ceux qualifie pour les barrages est sont promue au Championnat d'Espagne de football de troisième division, Souleymane Faye inscrit un but durant les demi-finales aller des barrage.
Le Real Betis Balompié lève l’option d’achat il est désormais officiellement un joueur du club.

### En sélection
Il est convoqué pour la première fois en équipe nationale avec les moins de 17 ans pour participer au Championnat d'Afrique du Nord des nations de football des moins de 17 ans où le Sénégal en ressort vainqueur. Ensuite, il participe au tournoi international de Turquie en 2019 où sa sélection en sort vainqueur. Les Lionceaux terminent meilleur buteur de la compétition avec huit buts. Lors de celle-ci, il inscrit un doublé face à la Turquie U17 et un but face au Montenegro U17.
De nouveau convoqué pour les Éliminatoires de la Coupe d'Afrique des nations de football des moins de 17 ans 2019, il remporte le tournoi UFOA U17 de la zone A, synonyme de qualification pour la Coupe d'Afrique des nations de football des moins de 17 ans 2019. Le Sénégal échoue en phase de groupe, mais l'équipe sera qualifiée pour la Coupe du monde de football des moins de 17 ans 2019 pour la première fois, à la place de la Guinéen pour une fraude sur l’âge. Souleymane Faye est le premier buteur sénégalais en Coupe du monde de football des moins de 17 ans. Lors de leur premier match, il inscrit un but face au États Unis U17  et délivre une passe décisive, il termine en huitièmes de finale.
En 2020, il est convoqué avec l’équipe nationale des moins de 20 ans pour les éliminatoires de la Coupe d'Afrique des nations de football des moins de 20 ans 2021. Cependant, sa sélection perd en finale. En conséquence, ils ne seront pas qualifiés. La deuxième place qualificative va à la Mauritanie, pays hôte de la Coupe d'Afrique des nations de football des moins de 20 ans 2021.
Vainqueur en titre de la Coupe arabe de football des moins de 20 ans 2020, sa sélection de nouveau invitée à la Coupe arabe de football des moins de 20 ans 2021. Souleymane Faye y inscrit 5 buts, il termine en quart de finale sur pénalty face à l’Arabi saoudite qui seront champion.
Convoqué pour la Coupe d'Afrique des nations de football des moins de 20 ans 2023 il remporte la compétition pour la première fois, Souleymane Faye inscrit un but face au Nigeria pour le premier match en face de groupe.
Avec plusieurs absents, ils finissent en face de groupe de la Coupe du monde de football des moins de 20 ans 2023. Souleymane Faye joue tous les matchs.
Il est convoqué avec l’équipe nationale première pour jouer face au Rwanda le dernier match des Éliminatoires de la Coupe d'Afrique des nations de football 2023, le Sénégal étant déjà qualifié, alignant une équipe bis Souleymane Faye participe à la confrontation.

## Palmarès
| Sénégal -20 ans - CAN junior - Champion en 2023 |

| Sénégal -17 ans - UNAF -17 - Vainqueur en 2018 (invité) |